# Háj (Bratislava)
Háj je zalesněný kopec nad lokalitou Podháj v bratislavské městské části Lamač. Z kopce je výhled na původní a sídlištní část Lamač i na sousední Dúbravku.
V létě 2013 byl u příležitosti 1150. výročí příchodu sv. Cyrila a Metoděje na Velkou Moravu na kopci postavený 7 m vysoký dřevěný dvojkříž, který vysvětil 3. července 2013 farář Miroslav Michalka. Původní 3,8 m vysoký kříž z útlého a kůry zbaveného kmene stromu byl zachován a přesunut o několik metrů vedle. 
Na kopci se nachází velmi jednoduchá křížová cesta. Jednotlivé zastavení představují skály s namalovanými červenými římskými číslicemi .

Lamačské místní zastupitelstvo v rozpočtu na rok 2014 schválilo i peníze na revitalizaci kopce jako část z 6000 € na revitalizaci veřejných prostranství. 